# Шимънг (окръг, Ню Йорк)
Окръг Шимънг (на английски: Chemung County) е окръг в щата Ню Йорк, Съединени американски щати. Площта му е 1064 km², а населението - 85 557 души (2017). Административен център е град Елмайра.